# 黎念之
黎念之（英語：Norman N. Li，1932年12月28日—），上海人，祖籍湖南湘潭，美籍华裔化学工程专家，膜科学的主要奠基人之一，液体膜技术（liquid membrane technologies）的发明者。

## 生平
黎念之出生于上海，1946年跟随父亲黎烈文前往台湾。1954年毕业于国立台湾大学化学工程系。后前往美国留学，先后于1957年、1963年获韦恩州立大学、斯蒂文斯理工学院化工硕士、博士学位。此后曾历任埃克森研究工程公司（Exxon Research and Engineering Co.）资深研究员、环球石油公司（UOP）分离科技研究所所长、联合信号公司（Allied-Signal）科技研究所所长等职。1990年当选美国国家工程院院士。1995年起任北美膜科学学会会长。1996年当选中華民國中央研究院院士，1998年当选中国科学院外籍院士。2000年获得化学工业界最高荣誉的珀金奖章。次年又获国际化工学会颁发的终身成就奖。

## 家庭
黎念之来自湖南湘潭的黎氏家族，六世祖黎吉云曾在道光年间任监察御史，高祖黎景嵩曾为台湾民主国的台湾府知府。其父黎烈文则是知名作家、翻译家，继母许粤华亦为翻译家。
黎念之之妻乔家瑜（Dr. Jane C. Li）是应用统计学博士、质量管理专家，恩理化学技术公司副总裁。他们共育有一子一女，分别名为戴维（David）与丽贝卡（Rebecca），两人皆为化学工程师。